# Iberdrola Renovables
Iberdrola Renovables S.A. war ein spanisches Unternehmen aus dem Bereich Erneuerbare Energien. Unternehmenssitz der Aktiengesellschaft war Valencia. Vorsitzender war Ignacio Galán.
Das 2001 gegründete Unternehmen war der größte Eigentümer und Betreiber von Windenergieanlagen, operierte aber auch im Bereich Solarenergie, Wasserkraft, Biomasse und Gezeitenkraftwerke. 20 % der Aktien wurden ab Dezember 2007 an der Börse gehandelt. Am 22. März 2011 wurde angekündigt, dass die ausstehenden Aktien gegen Anteile an der Muttergesellschaft Iberdrola eingetauscht werden; im Juli 2011 wurde das Unternehmen auf Iberdrola verschmolzen.

## Weitere Unternehmen mit dem Namen Iberdrola Renovables
- Iberdrola Renovables Deutschland GmbH mit Sitz in Berlin
- Iberdrola Renewables LLC mit Sitz in Portland, Oregon, USA